# East Montpelier
East Montpelier (EE. UU.: /ˌiːst mɒntˈpiːljər/) es un pueblo ubicado en el condado de Washington en el estado estadounidense de Vermont. En el año 2010 tenía una población de 2,576 habitantes y una densidad poblacional de 30.9 personas por km².

## Geografía
East Montpelier se encuentra ubicado en las coordenadas 44°17′14″N 72°30′11″O / 44.28722, -72.50306.

## Demografía
Según la Oficina del Censo en 2000 los ingresos medios por hogar en la localidad eran de $46,469 y los ingresos medios por familia eran $53,922. Los hombres tenían unos ingresos medios de $36,023 frente a los $26,216 para las mujeres. La renta per cápita para la localidad era de $22,425. Alrededor del 3.6% de la población estaban por debajo del umbral de pobreza.